# Námezník

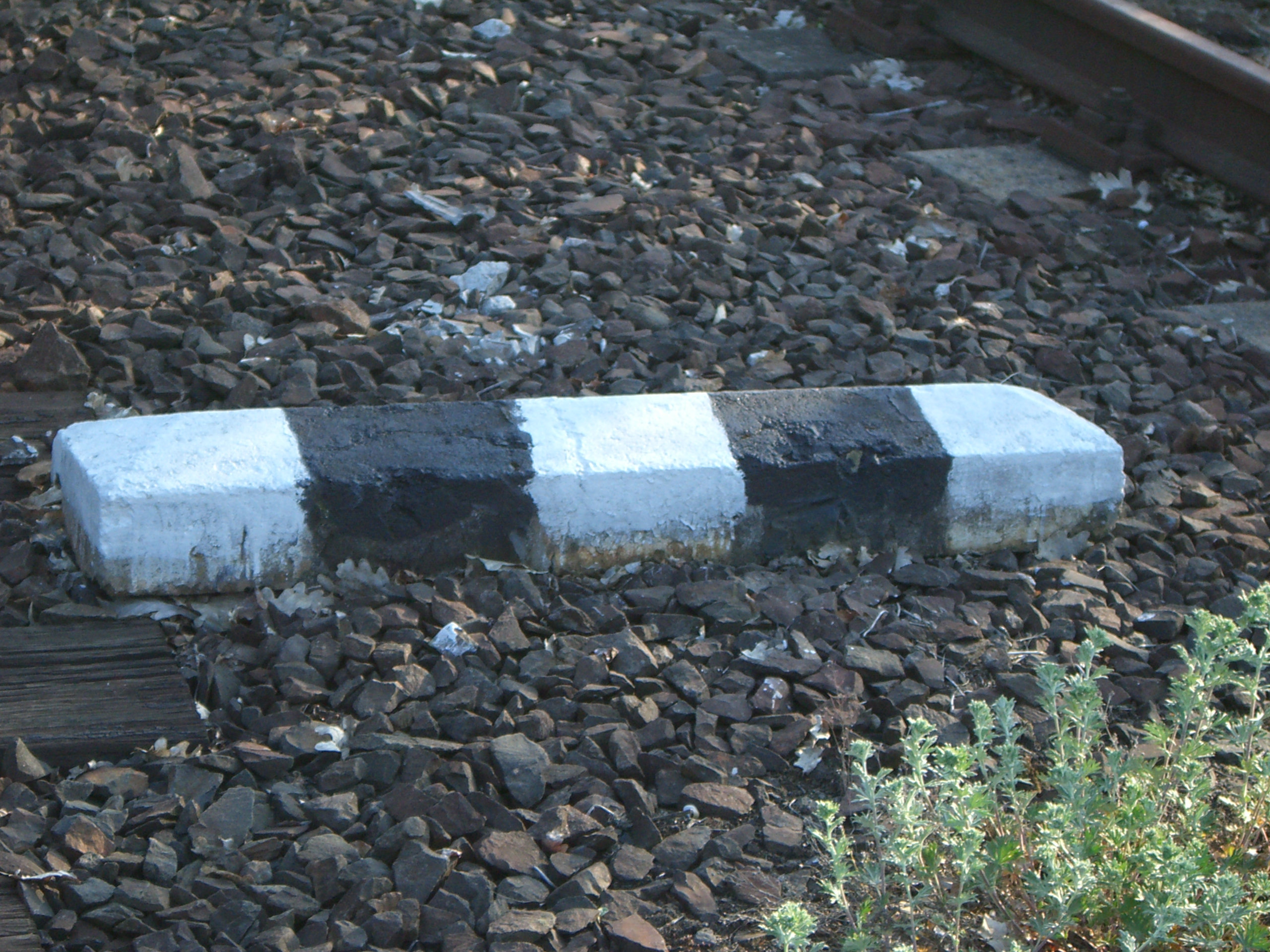
Námezník v Pardubicích

Námezník (lidově hranice) je nepřenosné, neproměnné návěstidlo, které se umisťuje mezi dvě sbíhající se koleje. Upozorňuje na nejzazší vzdálenost, ve které mohou vozidla stát, aby nedošlo k ohrožení jízdy vozidel po sousední koleji.

## Železnice
Na železnici v Česku se jako námezník užívá bílý vodorovný trámec se dvěma černými pruhy, na svých koncích zkosený. Bezpečná vzdálenost dvou kolejí je u normálního rozchodu stanovena jejich vzájemnou osovou vzdáleností 3 750 mm.
V Rakousku je námezník podobný, ale černé pruhy jsou až na konci trámce. V Německu a Polsku se jako námezník používá kolík s červenobílým vzorem na hlavě. 

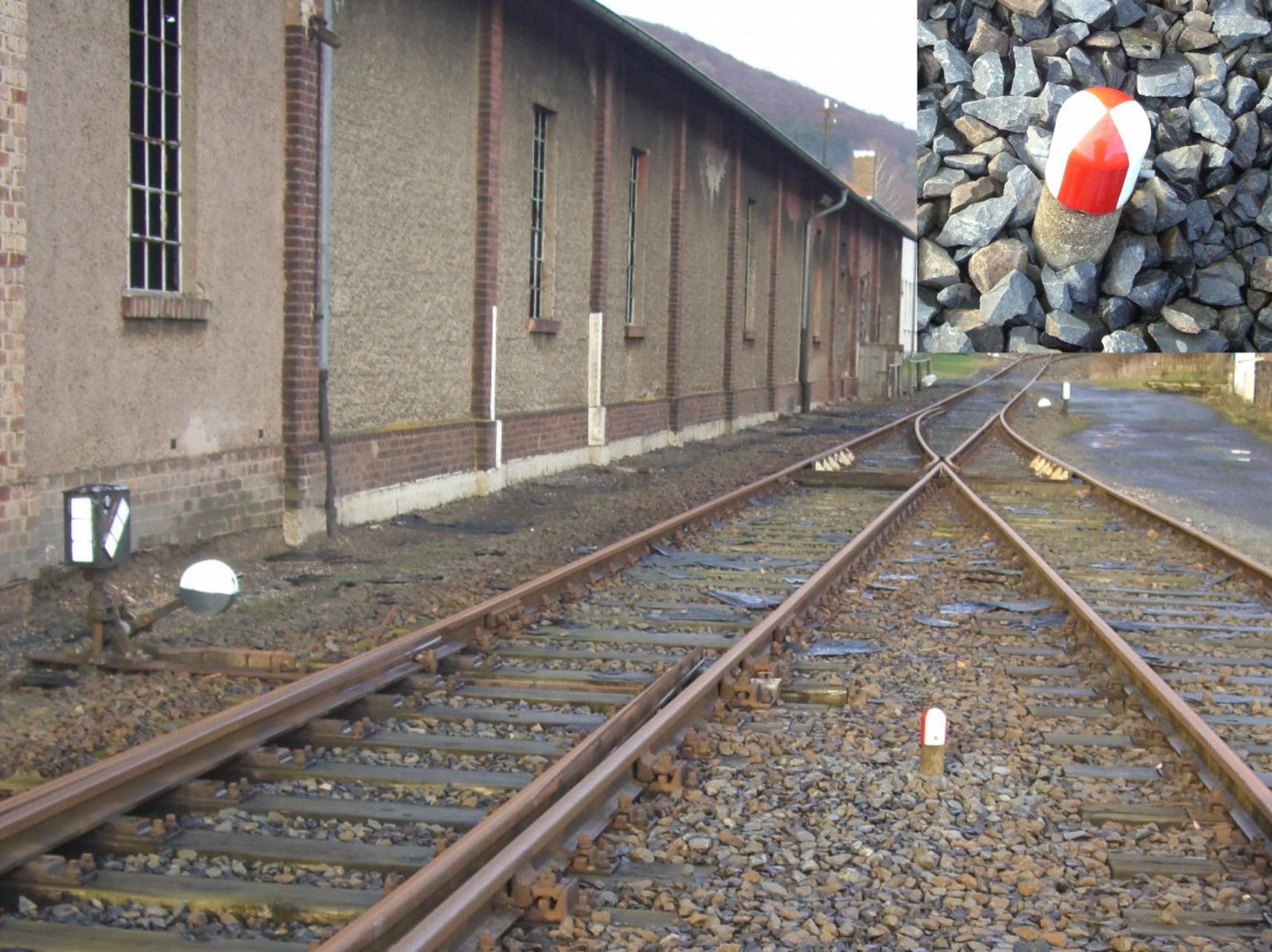
Německo (vpravo nahoře detail)
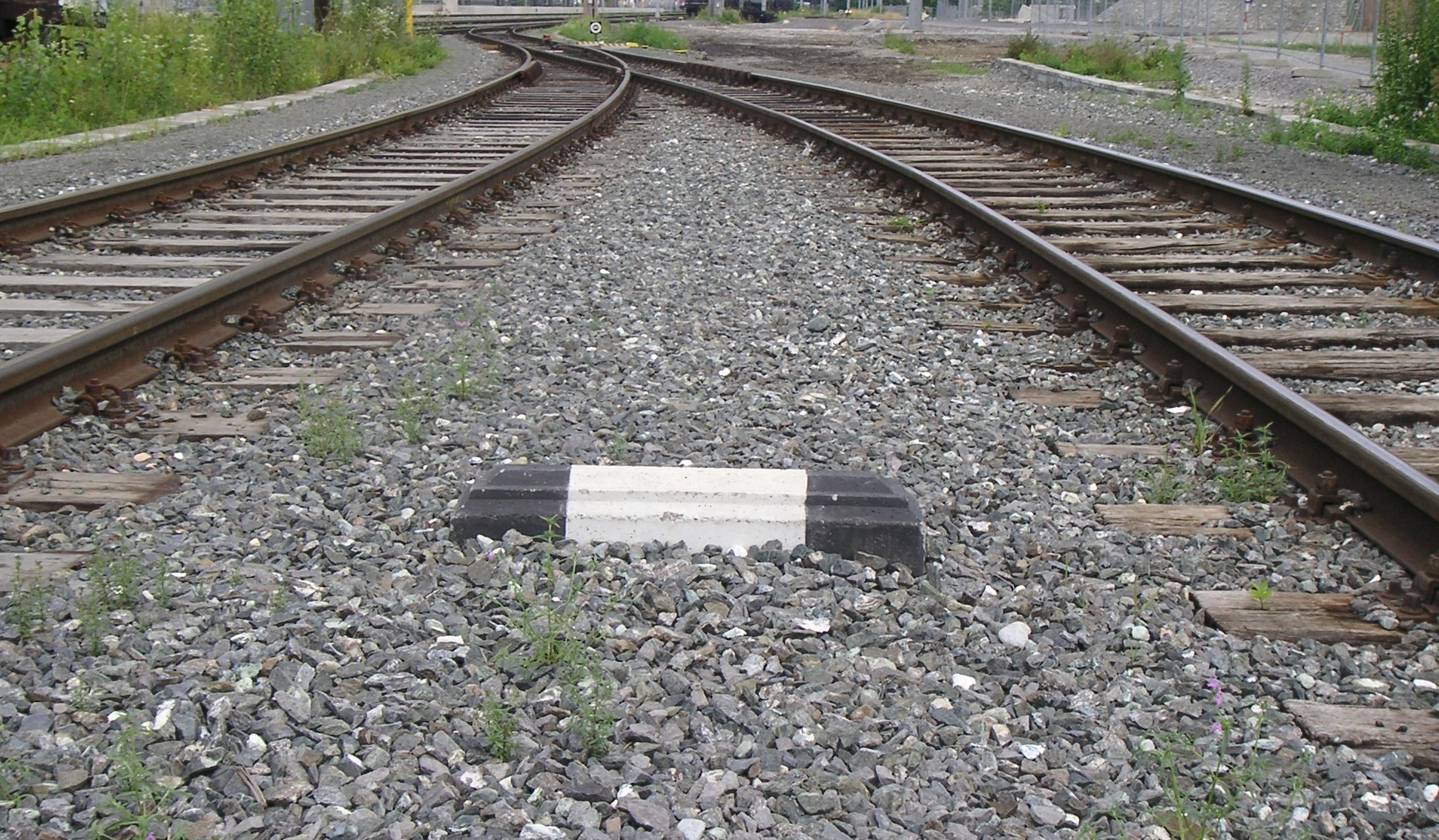
Rakousko
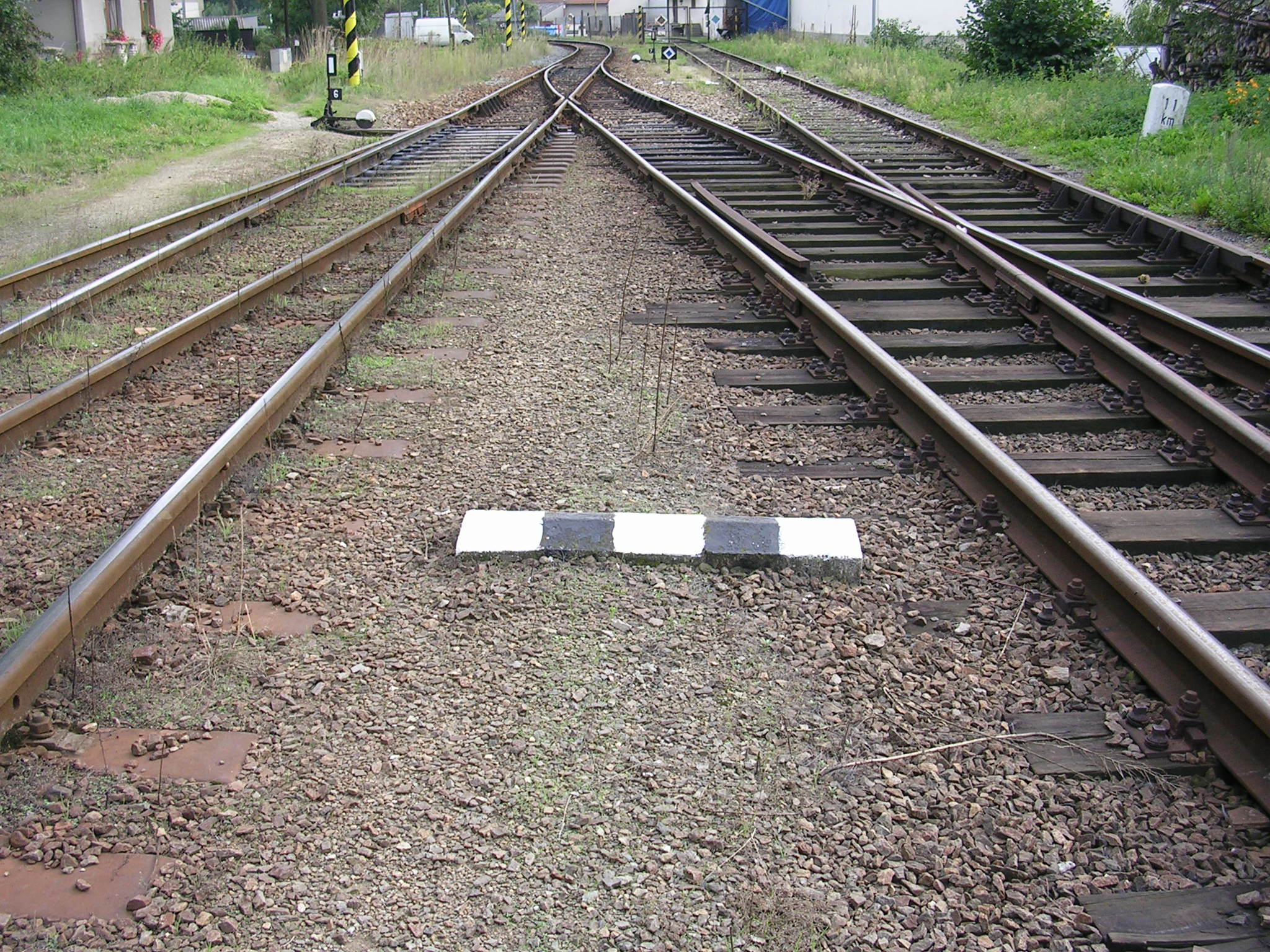
Česko (Volyně)

## Tramvajové dráhy

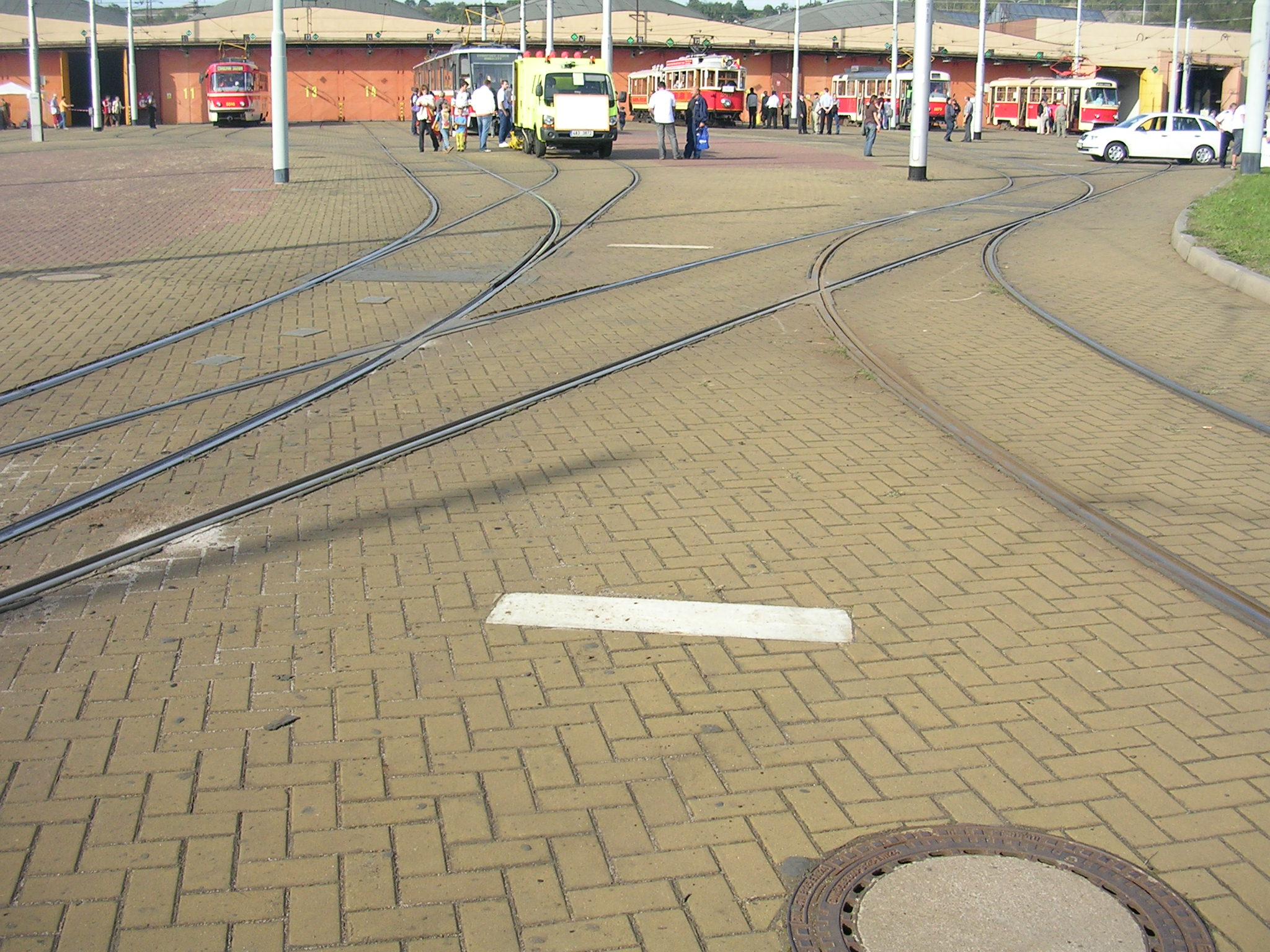
Námezník v kolejišti pražské vozovny Hloubětín

Na tramvajových drahách v Česku se jako námezník používá bílý trámec nebo bílá čára. 